# Démographie du Liberia

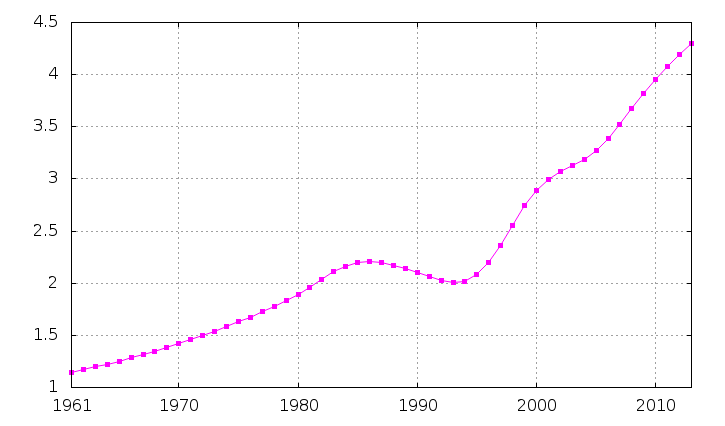
Évolution démographique

La population du Liberia est estimée à 5 073 296 habitants en 2020, ce qui représente une densité de 46 habitants au km2. En 1981, elle s’élevait à 1,2 million d’habitants.
Entre 1990 et 1995, les combats ont fait plus de 200 000 morts et 800 000 Libériens ont dû trouver refuge à l’étranger (Côte d’Ivoire et Guinée), s’ajoutant au million de personnes déplacées à l’intérieur du pays. En raison de la guerre, le Liberia connaît un taux de mortalité infantile très élevé (156 pour 1 000).
Les Américano-Libériens sont au nombre de 20 000 et la communauté libanaise est forte de 10 000 représentants. La population autochtone se compose d’une quinzaine de communautés. Le sud du pays est dominé par les Krous, le reste de la population appartient à des groupes rattachés à la famille mandingue (Mendé, Kpelle, Vaïs, etc.).
La population de Monrovia, capitale et principal port du pays, a considérablement augmenté du fait de l’exode des populations civiles fuyant les combats (720 000 habitants en 1994 contre 425 000 en 1984).
Le second port, Buchanan (24 000 habitants en 1984), est relié par voie ferrée aux mines de fer du mont Nimba, dont la production a été arrêtée pendant le conflit.